# السعيرة (القصيم)
قرية السعيره قرية متوسطة المساحة، تتميز بموقعها الاستراتيجي الذي ساعدها في التطوير والشهرة، وتقع بين مدينتي القصيم وحائل، وتتميز طبيعتها بالانبساط والربيع ويوجد فيها الفقع الذي جذب الكثير من أهالي مدينتي القصيم وحائل وغيرها من المدن، ويوجد في هذي القرية المراكز الرعاية الطبية، وزودت وزارة الصحة المركز بالأطباء والممرضات والممرضين، وثم تولت وزارة التعليم افتتاح مدارس بنين وبنات في جميع المراحل، ويدرس في السعيره 230 طالباً و 500 طالبة.